# 岡田太造
岡田 太造（おかだ たいぞう、1957年 - ）は、日本の厚生労働官僚。内閣府大臣官房審議官や、厚生労働省社会・援護局長を経て、退官後、兵庫県立大学大学院客員教授、一般財団法人日本心理研修センター代表理事。

## 人物・経歴
愛知県田原市出身。愛知県立時習館高等学校を経て、1980年一橋大学経済学部卒業、厚生省入省。社会保険庁医療保険課長、社会・援護局保護課長、年金局総務課長、内閣府大臣官房審議官（国民生活担当）、同（共生社会政策担当、大臣官房担当）、同（少子化・青少年対策）、障害保健福祉部長を経て、2013年から社会・援護局長を務め、生活保護法改正による生活保護制度の見直しなどにあたった。
退官後、第一生命保険顧問、日本心理研修センター代表理事・専務理事、厚生労働省老健補助事業ブロック内広域連携による福祉介護人材確保対策の地方厚生（支）局による伴走型支援のあり方に関する調査研究事業座長、ワンファミリー仙台良質な長期滞在（共同居住）型の無料低額宿泊所等の在り方の検討委員会委員長、信愛報恩会理事などに就任。
国際厚生事業団監事、兵庫県立大学大学院経営研究科客員教授、すまい・まちづくり支援機構寄りそい支援検定研修制度検討委員会委員長、パーソナルサポートセンター顧問、居住支援全国ネットワーク理事、みんなの認知症情報学会監事等も歴任して、精神障害などによる生活困窮者支援に携わった。2020年日本民間公益活動連携機構理事・事務局長代行。